# ダクタイル鋳鉄

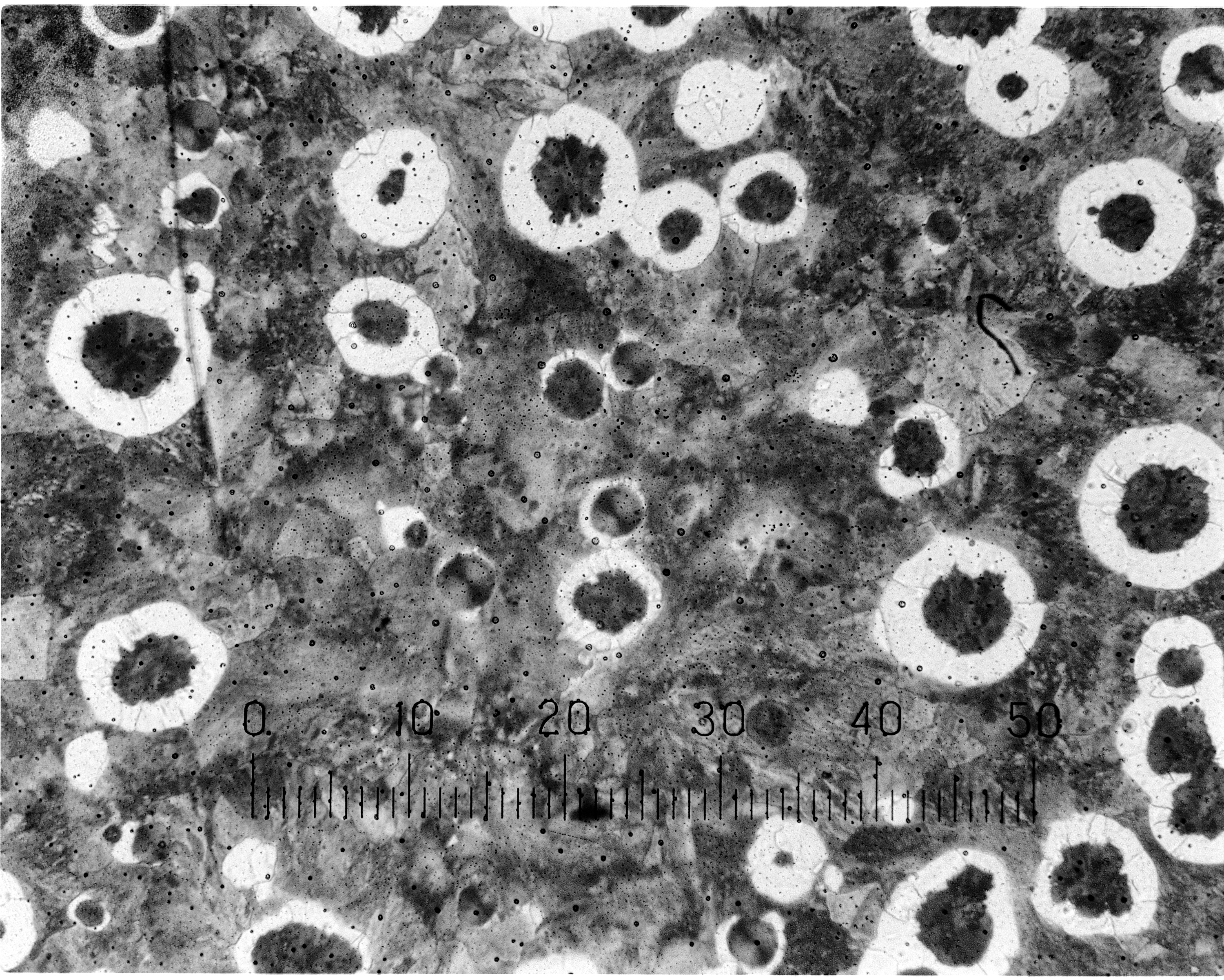
ダクタイル鋳鉄の顕微鏡写真。

ダクタイル鋳鉄（ダクタイルちゅうてつ、英: ductile cast iron）とは、組織中のグラファイト（黒鉛）の形を球状にして強度や延性を改良した鋳鉄である。「ダクタイル」とは「延性のある」という意味の形容詞である。また、その特徴的な黒鉛の形状から球状黒鉛鋳鉄、ノデュラー鋳鉄とも呼ばれる。

## 概要
「鉄鋼」は炭素含有率により、鋳鉄などの鉄と鋼とに分けられる。鋳鉄は炭素含有率が高いので、鋼より溶融温度が低く鋳造しやすい。また、鋳鉄中の炭素は固まるとき膨張して、全体の体積の縮みを補う。銑鉄鋳物の歴史が紀元前まで遡るのは、これらの特性故である。他方で通常、鋳鉄が固まるとき、炭素は結晶化して裂け目状もしくはサツマイモ状のグラファイト（石墨・黒鉛）となる。つまり、析出したグラファイトに応力が集中しやすく脆いことが、銑鉄鋳物の最大の弱点であった。
このため、白鋳鉄に焼鈍（しょうどん）を行いグラファイト組織を塊状に散在させることで強靭化する「黒心可鍛鋳鉄:鉄鋼記号 FCMB（Ferrum Casting Malleable Black）」が開発されて、強靭性が求められる製品に採用されるようになった。但し黒心可鍛鋳鉄は、鋳造後に長時間の焼鈍工程を要するため、製造費が割高となり、さらに肉厚製品には不適である。
1948年、H.Morrogh、W.J.Williamらが、接種法（鋳造する直前に非鉄元素を添加する方法）により、溶湯にCe（セリウム）を加えることで析出するグラファイトを球状化させることに成功した。これによりグラファイトへの応力集中の度合いは最小化し、銑鉄鋳物の脆弱性を克服することができた。なお翌年には、Ceより安価なMg（マグネシウム）を添加する製造方法がA.P.Gagnebin、K.D.Millisらにより発表された。これが「ダクタイル鋳鉄:鉄鋼記号 FCD（Ferrum Casting Ductile）」である。なぜ、黒鉛が球状化するのかについては現在のところ定説はないが、ある程度の脱酸によって発生の核を与えるものと考えられる。
低コストなダクタイル鋳鉄の登場により、強靭性が求められる製品の多くは、黒心可鍛鋳鉄から置換された。
ダクタイル鋳鉄は鋳放しのままでも鋼に近い強靭性を得られる反面で、ねずみ鋳鉄（普通鋳鉄）のような優れた減衰能（振動を吸収する能力）は備えていない。そのため、現代の銑鉄鋳物では、ねずみ鋳鉄とダクタイル鋳鉄は用途によって使い分けられている。ダクタイル鋳鉄は、引張り強さ・伸びなどが優れ、ねずみ鋳鉄の数倍の強度を持ち、粘り強さ（靭性）が優れていることから、強度が必要とされる自動車部品、水道管（ダクタイル鋳鉄管）などに数多く採用されている。